# 알렉산드로스 초르바스
알렉산드로스 초르바스(그리스어: Αλέξανδρος Τζόρβας, 1982년 8월 12일, 아티키 주 아테네 ~)는 그리스의 전직 프로 축구 선수로, 현역 시절 골키퍼로 활약했다.

## 클럽 경력

### 초기 경력
그는 파나티나이코스의 유명한 도마조스 축구 학교를 졸업했지만, 안토니오스 니코폴리디스, 코스타스 할키아스, 그리고 스테파노스 코촐리스 등의 쟁쟁한 선수들이 버티면서 선수단에 골키퍼가 과포화 상태였기에 1군으로 도약하는데 애로가 있었다. 치열한 경쟁으로, 향후 4년 동안 기대를 받던 그는 아요스 니콜라오스 마르코풀로, 그리고 트라시불로스 등으로 경험을 얻기 위해 위성 구단들로 임대되었다.
2005년, 파나티나이코스는 그를 임대에서 복귀시켜 마리오 갈리노비치와 피에르 에베드의 뒤를 책임지게 했다.

### OFI
1군 기회가 적었던 초르바스는 OFI로 또다른 골키퍼 유망주 오레스티스 카르네지스와 맞교환되었다. OFI 지지자들은 일방적인 "갑을"관계 계약으로 파나티나이코스에서 입단했기에 그의 이적에 의문을 제기했지만, 그는 크레타 연고의 구단에서 빠르게 주전으로 도약했다. 2008년, 초르바스는 전설적인 안토니오스 니코폴리디스에 이어 그리스 올해의 골키퍼 2위에 오르는 기염을 토했다.

### 파나티나이코스 복귀
2008-09 시즌, 파나티나이코스는 그를 OFI에서 재영입했고, 아르카디우시 말라르시가 반대로 OFI로 갔다. 비록 마리오 갈리노비치가 2008-09 시즌에 주전 골키퍼로 활약했지만, 초르바스돗 10월에 수페르리가 엘라다와 챔피언스리그에서 주전으로 출전할 기회를 몇 차례 잡았다.
2009-10 시즌에는 아리스와의 경기로 시즌을 시작했고, 동료였던 갈리노비치가 부진에 빠지면서 주전 수문장으로 활약하게 되었다.
초르바스는 파나티나이코스의 골수 팬이었다. 한 올림피아코스와의 카라이스카키스 원정 경기에서는 상대 주축 지지자들 앞에서 유니폼의 토끼풀 로고에 입을 맞추기도 했다.

### 이탈리아 무대
2011년 8월 26일, 그는 이탈리아로 건너가 €700,000에 세리에 A의 팔레르모에 입단했다. 초르바스는 2년 계약을 체결하고 시칠리아 연고 구단의 등번호 33번 유니폼을 받아 몇 주 전 파리 생-제르맹으로 떠난 살바토레 시리구를 대체하게 되었다. 2011년 9월 11일, 그는 4-3으로 이긴 인테르나치오날레와의 세리에 A 경기에서 "검정-분홍 군단"(rosanero)의 첫 경기에 출전했다. 본래 주전 골키퍼로 입단했지만, 그는 실망스러운 활약을 벌이며 데비스 만자 감독의 눈밖에 났고, 결국 주전 수문장 지위를 프란체스코 베누시에게 내주었다. 그는 12월에 취임한 보르톨로 무티 감독의 체제에서도 후보 골키퍼 지위는 바뀌지 않았고, 이탈리아 국가대표 에밀리아노 비비아노가 2012년 1월에 입단하면서 벤치도 벗어나지 못하게 되어 제노아로 이적을 노렸다.
알렉산드로스 초르바스는 이 달 말에 세리에 A 후반기가 시작하고도 난관에서 벗어나지 못했는데, 이탈리아의 보도 내용에서 그리스 국가대표가 팔레르모에서 그를 비난한 이들이 틀렸음을 증명하지 못할 것으로 전망했는데, 그는 눈에 띌 리그 경쟁 구단우디네세와의 이적 협상 대상으로 오를 것이라는 소문도 돌았기 때문이었다. 전 파나티나이코스의 수문장은 가체타 델로 스포르트의 보도 내용에도 나왔는데, 우디네세가 사미르 한다노비치를 인테르나치오날레로 매각하고 선발로 기대된 젤리코 브르키치가 부상으로 쓰러진 상황이었다. 초르바스는, 시칠리아 연고 구단에서 이적하며 1년차의 실망스러운 전반기로부터의 반전을 꾀했는데, 팔레르모의 불안한 수비진도 초르바스가 분홍-검정 군단으로 고전한 이유로 볼 수 있었다. 우디네세가 챔피언스리그 플레이오프전을 앞두었을 때, 북동부 이탈리아 구단은 시즌을 앞두고 많은 선수들이 떠난 와중에 초르바스의 매력적인 행선지로 거듭났다.
2012년 여름, 그는 제노아와 €600,000에 1년 계약을 맺었고, 임대로 입단한 신예 공격수 다니엘 하라 마르티네스와 입단했고, 이 과정에서 스위스 수비수 스티브 폰 베르겐이 반대로 €1.7M에 팔레르모에 입단했다. 그리스 국가대표는 본래 주전으로 예상된 세바스티앵 프레이의 후보로 활약할 것으로 예상되었고, 캐나다의 로버트 스틸로와 수문장 2인자 자리를 놓고 경쟁하게 되었다. 2013년 3월 17일, 알렉산드로스 초르바스는 피오렌티나 원정 경기에서 제노아 신고식을 치렀다. 그의 첫 경기는 대참사였는데, 그는 스테반 요베티치를 짓눌렀지만, 다비드 피사로가 거친 경합을 넘어 굴절된 공을 골키퍼 넘겨 위쪽 골대를 강타했다. 2013년 7월 9일, 초르바스는 승격 새내기 아폴론 스미르니로 자유 이적해 그리스 무대로 복귀했다.

### 아폴론 스미르니
2013년 7월 9일, 초르바스는 승격 새내기 아폴론 스미르니로 자유 이적해 그리스 무대로 복귀했다. 그리스 국가대표 알렉산드로스 초르바스는 수페르리가 엘라다 승격 새내기인 아폴론 스미르니와 2년 계약을 맺은 것으로 구단으로부터 확인되었다. 아테네 연고 구단은 13년 만에 그리스 1부 리그에 복귀했고, 초르바스를 끝으로 여름 이적 시장을 마쳤다.
2013년 8월 18일, 그는 2-1로 이긴 아리스와의 안방 경기에서 그리스 무대 복귀전을 치렀다. 초르바스의 그리스 무대 복귀는 호락호락하지 않았는데, 셀이ㅔ A와 수페르리가 엘라다의 무대 수준 차이도 있지만, 그리스 국가대표팀에서의 자리를 탈환하기 위한 그의 큰 소망으로 강등이 유력한 구단에 합류하게 했다. 결국, 그는 다시 페르난두 산투스 감독의 부름을 받는데 성공해 대한민국과의 친선경기를 앞두고 차출되었다.

### 노스이스트 유나이티드
2014년 9월 1일, 그는 인도 슈퍼리그의 노스이스트 유나이티드와 계약한 것으로 알려졌다. 그는 케랄라 블래스터스와의 첫 경기에 출전했는데, 무실점으로 막아내 최우수 선수로 선정되었다. 2014년 12월 23일, 그는 구단을 떠났다. 노스이스트 유나이티드에서 무난한 시즌을 보낸 그는 2015년 3월 그리스 언론의 보도에서 초르바스가 인도 무대로 복귀할 것으로 전망했는데, 그는 확인되지 않은 2개의 인도 구단으로부터 거액의 제의를 받았었다.
그가 2경기만을 치르고 구단을 떠난 사유는 밝혀지지 않았다.

## 국가대표팀 경력
2008년 3월 21일, 오토 레하겔 감독은 독일 프랑크푸르트 암 마인에서 치를 포르투갈과의 친선경기에서 3번째 골키퍼로 차출되었다. 안토니오스 니코폴리디스가 국가대표팀에서 은퇴하면서, 초르바스가 그리스의 후보 골키퍼로 올라섰다. 그는 유로 2008의 23인 최종 명단에 이름을 올렸다. 그는 2008년 11월 19일에 그리스 성인 국가대표팀 첫 경기를 치렀는데, 피레아스의 카라이스카키스에서 2006년 월드컵을 우승한 이탈리아와의 친선경기에 출전했다.
초르바스의 국가대표팀 최고 성과는 2009년에 우크라이나를 상대로 한 월드컵 안방 및 원정 예선 플레이오프전 경기였다. 초르바스는 우크라이나의 공세를 아테네와 도네츠크에서 180분동안 막아냈는데, 그리스는 합계 1-0 승리로 남아프리카 공화국에서 열리는 2010년 월드컵 본선에 진출했다.
2010년 월드컵 본선에서 그는 코스타스 할키아스와 미할리스 시파키스를 제치고 3번의 조별 리그 경기에 모두 선발로 출전했다. 그러나 유로 2012에서는 코스타스 할키아스에게 주전 지위를 내주었고, 미할리스 시파키스가 러시아와의 조별 리그 최종전과 독일과의 8강전에 출전했다.

## 수상

### 클럽
파나티나이코스
- 수페르리가 엘라다: 2009-10
- 쿠펠로 엘라도스: 2009–10